# Naturschutzgebiet Saarn-Mendener Ruhraue
Koordinaten: 51° 24′ 28″ N, 6° 53′ 2″ O

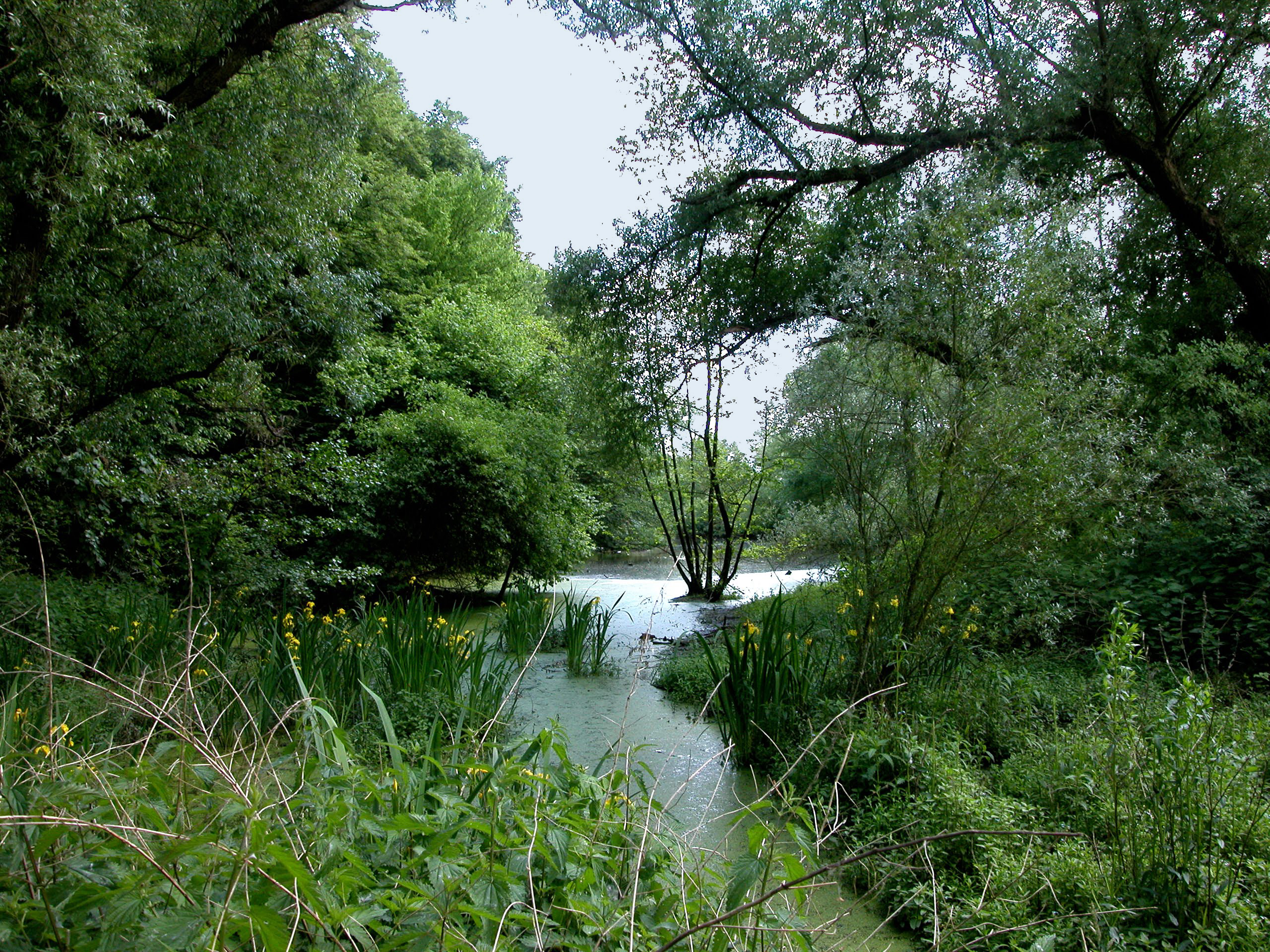
Naturschutzgebiet Saarn-Mendener Ruhraue (Mai 2009)

Das Naturschutzgebiet Saarn-Mendener Ruhraue liegt auf dem Gebiet der kreisfreien Stadt Mülheim an der Ruhr in Nordrhein-Westfalen. 
Das Gebiet erstreckt sich westlich, südwestlich und südlich der Kernstadt von Mülheim an der Ruhr zu beiden Seiten der B 1 und der Ruhr. Westlich des Gebietes verläuft die B 223 und die Landesstraße L 62, nördlich die L 78, östlich die L 450 und südöstlich die A 52. Nordwestlich erstreckt sich das 8,9 ha große Naturschutzgebiet Steinbruch Rauen, nordöstlich das 72,8 ha große Naturschutzgebiet Rumbachtal, Gothenbach, Schlippenbach, südöstlich das 86,5 ha große Naturschutzgebiet Rohmbachtal und Rossenbecktal und das 11,7 ha große Naturschutzgebiet Zinsbachtal und südwestlich das 47,5 ha große Naturschutzgebiet Ruhrtalhang am Auberg und das 74,9 ha große Naturschutzgebiet Auberg und Oberläufe des Wambaches.

## Bedeutung
Das etwa 156,7 ha große Gebiet wurde im Jahr 1982 unter der Schlüsselnummer MH-002 unter Naturschutz gestellt. Schutzziel ist der Erhalt von wertvollen Auenstandorten im Bereich der Mülheimer Innenstadt.